# Short track agli VIII Giochi asiatici invernali - 1500 metri maschili
La specialità dei 1500 metri maschili di short track degli VIII Giochi asiatici invernali si è svolta il 20 febbraio 2017 all'Arena del Ghiaccio Makomanai nel distretto di Minami-ku a Sapporo, in Giappone. 

## Risultati
Legenda
- ADV — Avanzamento
- PEN — Penalità

### Batterie

#### Gruppo 1
| Class | Atleta                  | Tempo    | Note |
| ----- | ----------------------- | -------- | ---- |
| 1     | Keita Watanabe (JPN)    | 2:34.056 | Q    |
| 2     | Nurtilek Kazhgali (KAZ) | 2:34.179 | Q    |
| 3     | Chris Jarden (NZL)      | 2:37.238 | Q    |
| 4     | Kelvin Tsang (HKG)      | 2:39.924 |      |
| 5     | Oky Andrianto (INA)     | 2:48.962 |      |

#### Gruppo 2
| Class | Atleta              | Tempo    | Note |
| ----- | ------------------- | -------- | ---- |
| 1     | Lee Jung-su (KOR)   | 2:44.094 | Q    |
| 2     | Choe Un-song (PRK)  | 2:45.227 | Q    |
| 3     | Tsai Chia-wei (TPE) | 2:46.725 | Q    |
| 4     | Lucas Ng (SGP)      | 2:47.061 |      |
| 5     | Vincent Chan (MAS)  | 2:59.788 |      |

#### Gruppo 3
| Class | Atleta                 | Tempo    | Note |
| ----- | ---------------------- | -------- | ---- |
| 1     | Hiroki Yokoyama (JPN)  | 2:47.202 | Q    |
| 2     | Alex Bryant (AUS)      | 2:47.403 | Q    |
| 3     | Sidney Chu (HKG)       | 3:05.485 | Q    |
| 4     | Ben Whiteside (NZL)    | 5:18.198 |      |
| —     | Teerasak Boonpok (THA) | PEN      |      |

#### Gruppo 4
| Class | Atleta                     | Tempo    | Note |
| ----- | -------------------------- | -------- | ---- |
| 1     | Park Se-yeong (KOR)        | 2:42.158 | Q    |
| 2     | Han Tianyu (CHN)           | 2:42.246 | Q    |
| 3     | Kuandyk Suleimenov (KAZ)   | 2:42.364 | Q    |
| 4     | Lin Xian-you (TPE)         | 2:43.214 |      |
| 5     | Ashwin D'Silva (IND)       | 2:49.967 |      |
| 6     | Mubarak Al-Mohannadi (QAT) | No time  |      |

#### Gruppo 5
| Class | Atleta                     | Tempo    | Note |
| ----- | -------------------------- | -------- | ---- |
| 1     | Seo Yi-ra (KOR)            | 2:30.868 | Q    |
| 2     | Pierre Boda (AUS)          | 2:30.891 | Q    |
| 3     | Su Jun-peng (TPE)          | 2:31.202 | Q    |
| 4     | Hazim Syahmi Shahrum (MAS) | 2:34.392 |      |
| 5     | Johanes Wihardja (INA)     | No time  |      |
| 6     | Jumah Al-Sulaiti (QAT)     | No time  |      |

#### Gruppo 6
| Class | Atleta                        | Tempo    | Note |
| ----- | ----------------------------- | -------- | ---- |
| 1     | Ren Ziwei (CHN)               | 2:31.155 | Q    |
| 2     | Yerkebulan Shamukhanov (KAZ)  | 2:31.253 | Q    |
| 3     | Sohan Sudhir Tarkar (IND)     | 2:36.272 | Q    |
| 4     | Khairil Ridhwan Khalil (MAS)  | 2:40.871 |      |
| 5     | Prakit Bovornmongkolsak (THA) | 2:44.237 |      |
| 6     | Mohammed Al-Sahouti (QAT)     | No time  |      |

#### Gruppo 7
| Class | Atleta                        | Tempo    | Note |
| ----- | ----------------------------- | -------- | ---- |
| 1     | Wu Dajing (CHN)               | 2:36.403 | Q    |
| 2     | Kazuki Yoshinaga (JPN)        | 2:36.527 | Q    |
| 3     | Keanu Blunden (AUS)           | 2:36.530 | Q    |
| 4     | Allan Chandra Moedjiono (INA) | 2:55.645 |      |
| 5     | Omkara Yogaraj (IND)          | 3:11.470 |      |
| —     | Atip Navarat (THA)            | PEN      |      |

### Semifinali

#### Gruppo 1
| Class | Atleta                   | Tempo    | Note |
| ----- | ------------------------ | -------- | ---- |
| 1     | Lee Jung-su (KOR)        | 2:19.871 | QA   |
| 2     | Han Tianyu (CHN)         | 2:20.059 | QA   |
| 3     | Hiroki Yokoyama (JPN)    | 2:21.105 | QB   |
| 4     | Kuandyk Suleimenov (KAZ) | 2:21.825 | QB   |
| 5     | Choe Un-song (PRK)       | 2:22.423 |      |
| 6     | Chris Jarden (NZL)       | 2:29.791 |      |
| 7     | Seo Yi-ra (KOR)          | 2:43.085 |      |

#### Gruppo 2
| Class | Atleta                 | Tempo    | Note |
| ----- | ---------------------- | -------- | ---- |
| 1     | Park Se-yeong (KOR)    | 2:21.830 | QA   |
| 2     | Ren Ziwei (CHN)        | 2:21.901 | QA   |
| 3     | Pierre Boda (AUS)      | 2:24.500 | QB   |
| 4     | Tsai Chia-wei (TPE)    | 2:29.519 | QB   |
| 5     | Kazuki Yoshinaga (JPN) | 2:48.665 | ADVB |
| 6     | Alex Bryant (AUS)      | 2:49.851 | ADVB |
| —     | Keanu Blunden (AUS)    | PEN      |      |

#### Gruppo 3
| Class | Atleta                       | Tempo    | Note |
| ----- | ---------------------------- | -------- | ---- |
| 1     | Wu Dajing (CHN)              | 2:24.460 | QA   |
| 2     | Yerkebulan Shamukhanov (KAZ) | 2:24.507 | QA   |
| 3     | Keita Watanabe (JPN)         | 2:24.730 | QB   |
| 4     | Nurtilek Kazhgali (KAZ)      | 2:25.195 | QB   |
| 5     | Su Jun-peng (TPE)            | 2:30.481 |      |
| 6     | Sidney Chu (HKG)             | 2:38.007 |      |
| 7     | Sohan Sudhir Tarkar (IND)    | No time  |      |

### Finali

#### Finale B
| Class | Atleta                   | Tempo    |
| ----- | ------------------------ | -------- |
| 1     | Keita Watanabe (JPN)     | 2:23.837 |
| 2     | Kazuki Yoshinaga (JPN)   | 2:24.127 |
| 3     | Nurtilek Kazhgali (KAZ)  | 2:24.233 |
| 4     | Kuandyk Suleimenov (KAZ) | 2:24.290 |
| 5     | Pierre Boda (AUS)        | 2:25.339 |
| 6     | Alex Bryant (AUS)        | 2:28.679 |
| 7     | Tsai Chia-wei (TPE)      | 2:33.206 |
| 8     | Hiroki Yokoyama (JPN)    | No time  |

#### Finale A
| Class   | Atleta                       | Tempo    |
| ------- | ---------------------------- | -------- |
| Oro     | Park Se-yeong (KOR)          | 2:34.056 |
| Argento | Wu Dajing (CHN)              | 2:34.265 |
| Bronzo  | Lee Jung-su (KOR)            | 2:34.356 |
| 4       | Ren Ziwei (CHN)              | 2:34.389 |
| 5       | Yerkebulan Shamukhanov (KAZ) | 2:34.499 |
| —       | Han Tianyu (CHN)             | PEN      |